# Barnaboken
Barnaboken är en svensk bok från 1983 av samhällsdebattören och författaren Anna Wahlgren.
Utifrån sina erfarenheter som niobarnsmamma ger författaren råd till föräldrar med barn upp till 16 år.
Barnaboken gavs ut första gången 1983 på Bonniers juniorförlag, där förläggaren Eva Bonnier antagit den efter att faderns Gerard Bonnier ratat den på Albert Bonniers förlag. Boken har sedan givits ut i nya upplagor ett flertal gånger, på förlagen MånPocket och Bonnier Carlsen. Den har sålt nära en halv miljon exemplar.
Boken innehåller bland annat en metod för att få barnen att sova hela natten, kallad SHN-metoden, som bland annat har kritiserats av barnläkaren Lars H. Gustafsson.
År 2008 firade författaren bokens 25 år med en ny utgåva på eget förlag.

## Utgåvor
- Wahlgren, Anna; Haglund Gunnar (1983). Barnaboken. Stockholm: Bonniers juniorförl. Libris 7285465. ISBN 91-48-50854-3
- Wahlgren, Anna; Haglund Gunnar (1986[1983]). Barnaboken: [barnavård, barnuppfostran, 0-16 år] (65/90. tus.). Stockholm: Bonniers juniorförl. Libris 7285619. ISBN 91-48-51227-3
- Wahlgren, Anna; Haglund Gunnar (1988[1983]). Barnaboken: [barnavård, barnuppfostran, 0-16 år] (91/100. tus.). Stockholm: Bonniers juniorförl. Libris 7285873. ISBN 91-48-51653-8
- Wahlgren, Anna; Haglund Gunnar (1992). Barnaboken: [barnavård, barnuppfostran, 0-16 år]. MånPocket, 99-0184541-6 ([Ny utg.]). Stockholm: MånPocket. Libris 7654644. ISBN 91-7642-788-9
- Wahlgren, Anna; Haglind Gunnar (1994). Nya Barnaboken: barnavård, barnuppfostran, 0-16 år ([Ny, omarb. utg.]). Stockholm: Bonnier Carlsen. Libris 7458160. ISBN 91-638-3017-5
- Wahlgren, Anna; Haglund Gunnar (1999). Nya Barnaboken: barnavård, barnuppfostran, 0-16 år ([Ny utg.]). Stockholm: Bonnier Carlsen. Libris 7458643. ISBN 91-638-3701-3
- Wahlgren, Anna (2001). Nya barnaboken: barnavård, barnuppfostran, 0-16 år ([Ny utg.]). Stockholm: Bonnier Carlsen. Libris 8365800. ISBN 91-638-2463-9
- Wahlgren, Anna; Haglund Gunnar (2004). Barnaboken: en erfaren mammas bruksanvisning för god vård och fostran av små och stora barn 0-16 år ([Ny, rev. utg.]). Stockholm: Bonnier Carlsen. Libris 9657920. ISBN 91-638-4202-5
- Wahlgren, Anna; Haglund Gunnar (2006). Barnaboken: en erfaren mammas bruksanvisning för god vård och fostran av små och stora barn 0-16 år ([Ny utg.]). Stockholm: Bonnier Carlsen. Libris 10347307. ISBN 91-638-3987-3
- Wahlgren, Anna; Haglund Gunnar (2007). Barnaboken: en erfaren mammas bruksanvisning för god vård och fostran av små och stora barn 0-16 år ([Ny utg.]). Stockholm: Bonnier Carlsen. Libris 10666431. ISBN 978-91-638-4202-3
- Wahlgren, Anna; Haglund Gunnar (2008). Barnaboken: [barnavård och barnuppfostran, 0-16 år] ([Ny utg.]). Stockholm: Anna Wahlgren. Libris 11231152. ISBN 978-91-977736-0-7